# Vuelta a España 2018
Die 73. Vuelta a España 2018 fand vom 25. August bis zum 16. September 2018 statt. Die zu den Grand Tours gehörende Rundfahrt war Teil der UCI WorldTour 2018.
Gesamtsieger wurde Simon Yates (Mitchelton-Scott) mit einer konservativen Strategie. Nachdem er auf der bergigen neunten Etappe die Gesamtführung übernommen hatte, gab er sie auf der 12. Etappe an den Ausreißer Jesús Herrada (Cofidis, Solutions Crédits) ab, um sie zwei Tage später mit einem Sieg bei einer Bergankunft zu erobern. Er schonte sich anschließend für die letzten beiden Bergetappen in Andorra, bei denen er seinen Vorsprung ausbaute. Yates gewann auch die Kombinationswertung.
Zweiter wurde Enric Mas (Quick-Step Floors), der auch die Nachwuchswertung und eine Etappe gewann, mit 1:46 Minuten Rückstand vor Miguel Ángel López (Astana Pro Team) mit 2:04 Minuten Rückstand.
Die Punktewertung gewann Alejandro Valverde, der eine Etappe gewann, längere Zeit Zweiter der Gesamtwertung war und schließlich Gesamtfünfter wurde. Sein Movistar Team gewann die Mannschaftswertung.
Thomas De Gendt (Lotto Soudal) gewann durch zahlreiche Beteiligungen an Fluchtversuchen die Bergwertung.
Elia Viviani (Quick-Step Floors) gewann drei Etappen im Sprint. Rohan Dennis (BMC Racing Team) gewann die beiden Einzelzeitfahren, bevor er das Rennen aufgab.
Bauke Mollema (Trek-Segafredo) wurde als kämpferischster Fahrer der Rundfahrt ausgezeichnet.

## Teilnehmende Mannschaften und Fahrer
Zur Teilnahme berechtigt und verpflichtet waren die 18 UCI WorldTeams. Außerdem erhielten die UCI Professional Continental Teams Burgos-BH, Caja Rural-Seguros RGA, Cofidis, Solutions Crédits und Euskadi Basque Country-Murias erhielten Wildcards. Nicht am Start war der Vorjahressieger Chris Froome (Team Sky). Der Vorjahreszweite Vincenzo Nibali gab nach seinem Sturz bei der Tour de France 2018 an, keine Ambitionen für die Gesamtwertung zu haben. Als Favoriten genannt wurden unter anderem Miguel Angel Lopez (Team Astana), Nairo Quintana (Movistar Team) und Rigoberto Urán (EF Education First-Drapac).
| WorldTeams (18)- AG2R La Mondiale - Astana - Bahrain-Merida - BMC Racing Team - Bora-Hansgrohe - Dimension Data - EF Education First-Drapac p/b Cannondale - Groupama-FDJ - Katusha-Alpecin - Lotto NL-Jumbo - Lotto Soudal - Mitchelton-Scott - Movistar Team - Quick-Step Floors - Sky - Team Sunweb - Trek-Segafredo - UAE Team Emirates Professional Continental Teams (4)- Burgos-BH - Caja Rural-Seguros RGA - Cofidis, Solutions Crédits - Euskadi Basque Country-Murias |
| |

## Strecke
Das Rennen begann mit einem Einzelzeitfahren über acht Kilometer in Málaga. Ein weiteres Zeitfahren fand auf der 16. Etappe über 32,7 Kilometer statt. Als entscheidend gelten die neun Bergankünfte, darunter die Etappenziele der 19. und 20. Etappe in Andorra. Die Rundfahrt endet Madrid mit einer Flachetappe.
| Etappe     | Datum               | Etappenorte                             | type                 | Länge (km) | Etappensieger        | Gesamtführender    |
| ---------- | ------------------- | --------------------------------------- | -------------------- | ---------- | -------------------- | ------------------ |
| 1. Etappe  | 25. Aug.            | Málaga – Málaga                         | Einzelzeitfahren     | 8          | Rohan Dennis         | Rohan Dennis       |
| 2. Etappe  | 26. Aug.            | Marbella – Caminito del Rey             | Flachetappe          | 163,5      | Alejandro Valverde   | Michał Kwiatkowski |
| 3. Etappe  | 27. Aug.            | Mijas – Alhaurín de la Torre            | Mittelschwere Etappe | 178,2      | Elia Viviani         | Michał Kwiatkowski |
| 4. Etappe  | 28. Aug.            | Vélez-Málaga – Alfacar                  | Mittelschwere Etappe | 161,4      | Ben King             | Michał Kwiatkowski |
| 5. Etappe  | 29. Aug.            | Granada – Roquetas de Mar               | Mittelschwere Etappe | 188,7      | Simon Clarke         | Rudy Molard        |
| 6. Etappe  | 30. Aug.            | Huércal-Overa – San Javier              | Flachetappe          | 155,7      | Nacer Bouhanni       | Rudy Molard        |
| 7. Etappe  | 31. Aug.            | Puerto Lumbreras – Pozo Alcón           | Flachetappe          | 185,7      | Tony Gallopin        | Rudy Molard        |
| 8. Etappe  | 1. Sep.             | Linares – Almadén                       | Flachetappe          | 195,1      | Alejandro Valverde   | Rudy Molard        |
| 9. Etappe  | 2. Sep.             | Talavera de la Reina – La Covatilla     | Hochgebirgsetappe    | 200,8      | Ben King             | Simon Yates        |
|            | 3. Sept. - Ruhetag  |                                         | Ruhetag              |            |                      |                    |
| 10. Etappe | 4. Sep.             | Salamanca – Bermillo de Sayago          | Flachetappe          | 177        | Elia Viviani         | Simon Yates        |
| 11. Etappe | 5. Sep.             | Mombuey – Ribeira Sacra                 | Mittelschwere Etappe | 207,8      | Alessandro De Marchi | Simon Yates        |
| 12. Etappe | 6. Sep.             | Mondoñedo – Estaca de Bares             | Mittelschwere Etappe | 181,1      | Alexandre Geniez     | Jesús Herrada      |
| 13. Etappe | 7. Sep.             | Candás – La Camperona                   | Hochgebirgsetappe    | 174,8      | Óscar Rodríguez      | Jesús Herrada      |
| 14. Etappe | 8. Sep.             | Cistierna – Les Praeres                 | Hochgebirgsetappe    | 171        | Simon Yates          | Simon Yates        |
| 15. Etappe | 9. Sep.             | Ribera de Arriba – Lagos de Covadonga   | Hochgebirgsetappe    | 178,2      | Thibaut Pinot        | Simon Yates        |
|            | 10. Sept. - Ruhetag |                                         | Ruhetag              |            |                      |                    |
| 16. Etappe | 11. Sep.            | Santillana del Mar – Torrelavega        | Einzelzeitfahren     | 32         | Rohan Dennis         | Simon Yates        |
| 17. Etappe | 12. Sep.            | Getxo – Oiz                             | Mittelschwere Etappe | 157        | Michael Woods        | Simon Yates        |
| 18. Etappe | 13. Sep.            | Ejea de los Caballeros – Lleida         | Flachetappe          | 186,1      | Jelle Wallays        | Simon Yates        |
| 19. Etappe | 14. Sep.            | Lleida – Andorra                        | Flachetappe          | 154,4      | Thibaut Pinot        | Simon Yates        |
| 20. Etappe | 15. Sep.            | Escaldes-Engordany – Coll de la Gallina | Hochgebirgsetappe    | 97,3       | Enric Mas            | Simon Yates        |
| 21. Etappe | 16. Sep.            | Alcorcón – Madrid                       | Flachetappe          | 100,9      | Elia Viviani         | Simon Yates        |

## Reglement
| Punktewertung          | 1. | 2. | 3. | 4. | 5. | 6. | 7. | 8. | 9. | 10. | 11. | 12. | 13. | 14. | 15. |
| ---------------------- | -- | -- | -- | -- | -- | -- | -- | -- | -- | --- | --- | --- | --- | --- | --- |
| Etappenziel            | 25 | 20 | 16 | 14 | 12 | 10 | 9  | 8  | 7  | 6   | 5   | 4   | 3   | 2   | 1   |
| Zwischensprint         | 4  | 2  | 1  |    |    |    |    |    |    |     |     |     |     |     |     |
| Bergwertung            | 1. | 2. | 3. | 4. | 5. | 6  |    |    |    |     |     |     |     |     |     |
| Cima Alberto Fernández | 20 | 15 | 10 | 6  | 4  | 2  |    |    |    |     |     |     |     |     |     |
| Kategorie Especial     | 15 | 10 | 6  | 4  | 2  |    |    |    |    |     |     |     |     |     |     |
| 1. Kategorie           | 10 | 6  | 4  | 2  | 1  |    |    |    |    |     |     |     |     |     |     |
| 2. Kategorie           | 5  | 3  | 1  |    |    |    |    |    |    |     |     |     |     |     |     |
| 3. Kategorie           | 3  | 2  | 1  |    |    |    |    |    |    |     |     |     |     |     |     |

- Der Führende der Gesamtwertung trug das Rote Trikot. Die Gesamtwertung ergab sich wie stets bei internationalen Etappenrennen aus der Addition der gefahrenen Zeiten. Zusätzlich gab es bei den Etappen – außer den Zeitfahretappen 10, 6 und 4 und bei den Zwischensprints 3, 2 und 1 Sekunden Zeitbonifikation.
- Der Führende in der Punktewertung trug das Grüne Trikot. Die Punktewertung ergab sich aus der Addition von den Punkten im Ziel jeder Etappen und des Zwischensprints, der ebenfalls auf jeder Etappe ausgetragen wurde.
- Der Führende in der Bergwertung trug das blau-gepunktete Trikot.
- Der Führende in der Kombinationswertung trug das Weiße Trikot. Die Kombinationswertung ergab aus den Platzierungen in der Gesamtwertung, Punktewertung und Bergwertung. Der Fahrer, der die wenigsten Rangpunkte hatte, war der Führende dieser Sonderwertung.
- Die Mannschaftswertung ergibt sich aus Mannschaftswertung der Addition der 3 besten Zeiten der Fahrer eines Teams auf jeder Etappe.
- Auf jeder Etappe mit Ausnahme der Zeitfahren, wurde der kämpferischste Fahrer von einer Jury mit der Rote Rückennummer ausgezeichnet.

## Übersicht der Führenden pro Etappe
| Etappe         | Etappensieger            | Gesamtwertung            | Punktewertung                | Bergwertung           | Kombinationswertung              | Mannschaftswertung  | Kämpferischster Fahrer     |
| -------------- | ------------------------ | ------------------------ | ---------------------------- | --------------------- | -------------------------------- | ------------------- | -------------------------- |
| 1              | Rohan Dennis (BMC)       | Rohan Dennis (BMC)       | Rohan Dennis (BMC) (1)       | nicht vergeben (2)    | nicht vergeben (3)               | BMC Racing Team     | nicht vergeben             |
| 2              | Alejandro Valverde (MOV) | Michal Kwiatkowski (SKY) | Michal Kwiatkowski (SKY) (4) | Luis Angel Mate (COF) | Michal Kwiatkowski (SKY) (5) (6) | Team Sky            | Luis Angel Mate (COF)      |
| 3              | Elia Viviani (QST)       | Michal Kwiatkowski (SKY) | Michal Kwiatkowski (SKY) (4) | Luis Angel Mate (COF) | Michal Kwiatkowski (SKY) (5) (6) | Team Sky            | Jordi Simon (BBH)          |
| 4              | Ben King (DDD)           | Michal Kwiatkowski (SKY) | Michal Kwiatkowski (SKY) (4) | Luis Angel Mate (COF) | Michal Kwiatkowski (SKY) (5) (6) | Astana Pro Team     | Luis Angel Mate (COF)      |
| 5              | Simon Clarke (EFD)       | Rudy Molard (GFC)        | Michal Kwiatkowski (SKY) (4) | Luis Angel Mate (COF) | Alejandro Valverde (MOV)         | Astana Pro Team     | Bauke Mollema (TFS)        |
| 6              | Nacer Bouhanni (COF)     | Rudy Molard (GFC)        | Michal Kwiatkowski (SKY) (4) | Luis Angel Mate (COF) | Michal Kwiatkowski (SKY) (7)     | Astana Pro Team     | Jorge Cubero (BBH)         |
| 7              | Tony Gallopin (ALM)      | Rudy Molard (GFC)        | Alejandro Valverde (MOV)     | Luis Angel Mate (COF) | Alejandro Valverde (MOV) (8) (9) | Astana Pro Team     | Alex Aranburu (CJR)        |
| 8              | Alejandro Valverde (MOV) | Rudy Molard (GFC)        | Alejandro Valverde (MOV)     | Luis Angel Mate (COF) | Alejandro Valverde (MOV) (8) (9) | Astana Pro Team     | Jorge Cubero (BBH)         |
| 9              | Ben King (DDD)           | Simon Yates (MTS)        | Alejandro Valverde (MOV)     | Luis Angel Mate (COF) | Alejandro Valverde (MOV) (8) (9) | Team Lotto NL-Jumbo | Luis Mas (CJR)             |
| 10             | Elia Viviani (QST)       | Simon Yates (MTS)        | Peter Sagan (BOH)            | Luis Angel Mate (COF) | Alejandro Valverde (MOV) (8) (9) | Team Lotto NL-Jumbo | Jesus Ezquerra (EUS)       |
| 11             | A. De Marchi (BMC)       | Simon Yates (MTS)        | Alejandro Valverde (MOV)     | Luis Angel Mate (COF) | Alejandro Valverde (MOV) (8) (9) | Team Lotto NL-Jumbo | Bauke Mollema (TFS)        |
| 12             | Alexandre Geniez (ALM)   | Jesus Herrada (COF)      | Alejandro Valverde (MOV)     | Luis Angel Mate (COF) | Alejandro Valverde (MOV) (8) (9) | Bahrain-Merida      | Thomas De Gendt (LTS)      |
| 13             | Óscar Rodríguez (EUS)    | Jesus Herrada (COF)      | Alejandro Valverde (MOV)     | Luis Angel Mate (COF) | Alejandro Valverde (MOV) (8) (9) | Bahrain-Merida      | Gorka Izagirre (TBM)       |
| 14             | Simon Yates (MTS)        | Simon Yates (MTS)        | Alejandro Valverde (MOV)     | Luis Angel Mate (COF) | Alejandro Valverde (MOV) (8) (9) | Bahrain-Merida      | Michal Kwiatkowski (SKY)   |
| 15             | Thibaut Pinot (GFC)      | Simon Yates (MTS)        | Alejandro Valverde (MOV)     | Luis Angel Mate (COF) | Alejandro Valverde (MOV) (8) (9) | Bahrain-Merida      | Bauke Mollema (TFS)        |
| 16             | Rohan Dennis (BMC)       | Simon Yates (MTS)        | Alejandro Valverde (MOV)     | Luis Angel Mate (COF) | Alejandro Valverde (MOV) (8) (9) | Movistar Team       | nicht vergeben             |
| 17             | Michael Woods (EFD)      | Simon Yates (MTS)        | Alejandro Valverde (MOV)     | Thomas De Gendt (LTS) | Alejandro Valverde (MOV) (8) (9) | Movistar Team       | Omar Fraile (AST)          |
| 18             | Jelle Wallays (LTS)      | Simon Yates (MTS)        | Alejandro Valverde (MOV)     | Thomas De Gendt (LTS) | Alejandro Valverde (MOV) (8) (9) | Movistar Team       | Jetse Bol (BBH)            |
| 19             | Thibaut Pinot (GFC)      | Simon Yates (MTS)        | Alejandro Valverde (MOV)     | Thomas De Gendt (LTS) | Simon Yates (MTS) (9)            | Movistar Team       | Jonathan Castroviejo (SKY) |
| 20             | Enric Mas (QST)          | Simon Yates (MTS)        | Alejandro Valverde (MOV)     | Thomas De Gendt (LTS) | Simon Yates (MTS) (9)            | Movistar Team       | Jesus Herrada (COF)        |
| 21             | Elia Viviani (QST)       | Simon Yates (MTS)        | Alejandro Valverde (MOV)     | Thomas De Gendt (LTS) | Simon Yates (MTS) (9)            | Movistar Team       | nicht vergeben             |
| Wertungssieger | Wertungssieger           | Simon Yates (MTS)        | Alejandro Valverde (MOV)     | Thomas De Gendt (LTS) | Simon Yates (MTS)                | Movistar Team       | Bauke Mollema (TFS)        |

## Endergebnis
| \| Gesamtwertung \| Gesamtwertung \| Gesamtwertung \| Gesamtwertung \| Gesamtwertung \| \| Fahrer \| Fahrer \| Land \| Team \| Zeit \| \| ------------- \| ------------------ \| ---------------------- \| ------------------------- \| ---------------- \| \| 1. \| Simon Yates \| Vereinigtes Königreich \| Mitchelton-Scott \| 82 h 05 min 58 s \| \| 2. \| Enric Mas \| Spanien \| Quick-Step Floors \| + 1 min 46 s \| \| 3. \| Miguel Ángel López \| Kolumbien \| Astana \| + 2 min 04 s \| \| 4. \| Steven Kruijswijk \| Niederlande \| LottoNL-Jumbo \| + 2 min 54 s \| \| 5. \| Alejandro Valverde \| Spanien \| Movistar Team \| + 4 min 28 s \| \| 6. \| Thibaut Pinot \| Frankreich \| Groupama-FDJ \| + 5 min 57 s \| \| 7. \| Rigoberto Urán \| Kolumbien \| EF Education First-Drapac \| + 6 min 07 s \| \| 8. \| Nairo Quintana \| Kolumbien \| Movistar Team \| + 6 min 51 s \| \| 9. \| Ion Izagirre \| Spanien \| Bahrain-Merida \| + 11 min 09 s \| \| 10. \| Wilco Kelderman \| Niederlande \| Team Sunweb \| + 11 min 11 s \| \| 11. \| Tony Gallopin \| Frankreich \| AG2R La Mondiale \| + 12 min 10 s \| \| 12. \| Emanuel Buchmann \| Deutschland \| Bora-Hansgrohe \| + 14 min 06 s \| \| 13. \| Rafał Majka \| Polen \| Bora-Hansgrohe \| + 17 min 57 s \| \| 14. \| Rudy Molard \| Frankreich \| Groupama-FDJ \| + 25 min 40 s \| \| 15. \| David de la Cruz \| Spanien \| Team Sky \| + 28 min 02 s \| \| 16. \| Gianluca Brambilla \| Italien \| Trek-Segafredo \| + 30 min 00 s \| \| 17. \| Mikel Bizkarra \| Spanien \| Euskadi-Murias \| + 35 min 46 s \| \| 18. \| Richard Carapaz \| Ecuador \| Movistar Team \| + 39 min 53 s \| \| 19. \| Jack Haig \| Australien \| Mitchelton-Scott \| + 45 min 32 s \| \| 20. \| İlnur Zäkärin \| Russland \| Katusha-Alpecin \| + 51 min 36 s \| |                    |                        |                           |                  |
| |                    |                        |                           |                  |
| Quelle: ProCyclingStats |                    |                        |                           |                  |
| Gesamtwertung |                    |                        |                           |                  |
| Fahrer | Fahrer             | Land                   | Team                      | Zeit             |
| 1. | Simon Yates        | Vereinigtes Königreich | Mitchelton-Scott          | 82 h 05 min 58 s |
| 2. | Enric Mas          | Spanien                | Quick-Step Floors         | + 1 min 46 s     |
| 3. | Miguel Ángel López | Kolumbien              | Astana                    | + 2 min 04 s     |
| 4. | Steven Kruijswijk  | Niederlande            | LottoNL-Jumbo             | + 2 min 54 s     |
| 5. | Alejandro Valverde | Spanien                | Movistar Team             | + 4 min 28 s     |
| 6. | Thibaut Pinot      | Frankreich             | Groupama-FDJ              | + 5 min 57 s     |
| 7. | Rigoberto Urán     | Kolumbien              | EF Education First-Drapac | + 6 min 07 s     |
| 8. | Nairo Quintana     | Kolumbien              | Movistar Team             | + 6 min 51 s     |
| 9. | Ion Izagirre       | Spanien                | Bahrain-Merida            | + 11 min 09 s    |
| 10. | Wilco Kelderman    | Niederlande            | Team Sunweb               | + 11 min 11 s    |
| 11. | Tony Gallopin      | Frankreich             | AG2R La Mondiale          | + 12 min 10 s    |
| 12. | Emanuel Buchmann   | Deutschland            | Bora-Hansgrohe            | + 14 min 06 s    |
| 13. | Rafał Majka        | Polen                  | Bora-Hansgrohe            | + 17 min 57 s    |
| 14. | Rudy Molard        | Frankreich             | Groupama-FDJ              | + 25 min 40 s    |
| 15. | David de la Cruz   | Spanien                | Team Sky                  | + 28 min 02 s    |
| 16. | Gianluca Brambilla | Italien                | Trek-Segafredo            | + 30 min 00 s    |
| 17. | Mikel Bizkarra     | Spanien                | Euskadi-Murias            | + 35 min 46 s    |
| 18. | Richard Carapaz    | Ecuador                | Movistar Team             | + 39 min 53 s    |
| 19. | Jack Haig          | Australien             | Mitchelton-Scott          | + 45 min 32 s    |
| 20. | İlnur Zäkärin      | Russland               | Katusha-Alpecin           | + 51 min 36 s    |